# Зрушення гірських порід
Зрушення гірських порід (рос. сдвижение горных пород, англ. rock displacement; нім. Gebirgs-bewegung f) –

## Визначення і характеристика
- 1) Дія, результатом якої є зсув гірських порід під впливом їх ваги. Переміщення і деформування масиву гірських порід внаслідок порушення гірничими роботами їх природної рівноваги. З.г.п. можна розглядати в двох аспектах — при очисних роботах безпосередньо у виробках і та на земній поверхні. У першому випадку безпосередньо над очисною виробкою шари порід втрачають суцільність і обвалюються у вироблений простір. Висота зони обвалення (2-6)·m (m — потужність пласта, рудного тіла), вище послідовно розташовуються зона тріщиноутворення (вис. 20–40 m). У другому випадку за початок процесу зрушення точки земної поверхні приймається дата, на яку вимірювана величина осідання досягає 15 мм, тобто перевищує похибку вимірювання. Вважається, що процес З.г.п. закінчився, якщо сумарне осідання поверхні (наприклад, під впливом гірничих виробок) протягом шести місяців не перевищують 10 % максимальних, і не більші 30 мм. Відносна величина максимального горизонтального зрушення земної поверхні — відношення максимального горизонтального зрушення до максимального осідання при повній підробці, горизонтальному заляганні пласта та при закінченому процесі зрушення. Параметри процесу зсування (зрушення) — це показники, які харак-теризують процес зрушення, ступінь деформування гірських порід і земної поверхні, межі його поширення у просторі і часі. До цих параметрів належать: розмір мульди зрушення; кути, які визначають її місцеположення та положення характерних зон (кути зрушення, кути повних зрушень, кут максимальних осідань, кут максимальних горизонтальних зрушень, кут розривів); максимальні значення осідань, швидкості осідань, відносні величини максимального осідання і максимального горизонтального зрушення; ступінь підробленості земної поверхні (коефіцієнт підробленості); загальна тривалість процесу зрушення та періоду небезпечних деформацій. Активізація процесу зрушення — зміна характеру розподілу і величин зрушень і деформацій земної поверхні і товщі порід при розробці пласта суміжними виробками або при повторних підробках у порівнянні зі зрушеннями і деформаціями від однієї виробки при первинній підробці.
- 2) Розділ гірничої геомеханіки, який досліджує процеси деформування гірських порід при їх підробці, взаємодії деформацій г.п. земної поверхні з підроблюваними об'єктами, встановлення кількісного і якісного зв'язку між параметрами процесу зрушення і гірничо-геологічними умовами, розробку заходів, що забезпечують максимальний видобуток корисних копалин з підроблюваних об'єктів із забезпеченням охорони останніх.

## ПАРАМЕТРИ ПРОЦЕСУ ЗРУШЕННЯ
Показники, які характеризують процес зрушення, ступінь деформування гірських порід і земної поверхні, межі його розповсюдження в просторі і часі, До П.п.з. належать: розмір мульди зрушення; кути, які визначають її місцеположення та положення характерних зон (кути зрушення, кути повних зрушень, кут максимальних осідань, кут максимальних горизонтальних зрушень, кут розривів); максимальні значення осідань, швидкості осідань, відносні величини максимального осідання і максимального горизонтального зрушення; ступінь підробленості земної поверхні (коефіцієнт підробленості); загальна тривалість процесу зрушення та періоду небезпечних деформацій.

## Тривалість процесу зрушення земної поверхні
Період, протягом якого земна поверхня над виробленим простором знаходиться
в стані зрушень. За закінчення процесу зрушення приймається
дата, після якої протягом 6 місяців осідання сумарно не
перевищують 30 мм.

## Прогноз зрушень і деформацій земної поверхні
Прогноз зрушень і деформацій земної поверхні — комплекс обчислювальних робіт та графічних побудов, які дають можливість визначити очікувані деформації земної поверхні при відомих гірничо-геологічних умовах розробки родовищ.